# Abbaye Notre-Dame de Randol
Pour les articles homonymes, voir Abbaye Notre-Dame.
L'abbaye Notre-Dame de Randol est un monastère de moines bénédictins de la congrégation de Solesmes, située à six cents mètres du village de Randol, dans la commune de Cournols, dans le département français du Puy-de-Dôme en région Auvergne-Rhône-Alpes.
D'un point de vue civil, elle constitue une congrégation reconnue depuis 1971.

## Historique
En 1966, sollicité par l'évêque de Clermont, Pierre de La Chanonie, pour restaurer la vie bénédictine disparue d'Auvergne depuis la Révolution française, l'abbé de l'abbaye Notre-Dame de Fontgombault, Dom Jean Roy, découvre le site des gorges de la Monne. La fondation est décidée peu après. La première pierre du monastère est bénie le 31 mai 1969. En 1971, les premiers moines, venus de Fontgombault, s'installent dans les bâtiments. Le prieuré de Randol est tout d'abord dirigé par Dominique Marc (né en 1933) jusqu'en 1979, année où lui succède comme prieur Éric de Lesquen du Plessis-Casso (né en 1938). Celui-ci sera nommé comme premier abbé par l'abbaye-mère de Fontgombault, lorsque le prieuré sera érigé en abbaye le 21 mars 1981. Il reçoit la bénédiction de l'évêque de Clermont, Jean Dardel, le 24 juin de la même année, en présence de nombreux évêques et abbés.
L'abbaye compte en 2021 trente-quatre moines, relativement âgés (seuls huit moines ont moins de 60 ans, le plus âgé ayant 93 ans). L'abbé actuel, depuis 2003, est Bertrand de Hédouville, né en 1952 et profès depuis 1976.

## Liturgie
Appartenant à la congrégation de Solesmes, et étant fille de Fontgombault, le prieuré de Randol a suivi les réformes liturgiques suivantes pour se stabiliser dans l'ancien rite en 1989 :
- Au début de la fondation, l'abbaye se servait du missel tridentin de 1962, modifié en 1965.
- À la fin de l'année 1974, le nouveau rite de la messe (1969) a été adopté lorsqu'il devint obligatoire par l'approbation de la traduction en français.
- À partir de la fête de l'Annonciation de 1985, les prêtres ont pu dire la moitié des messes en semaine selon l'ancien missel de 1962, profitant de l'indult Quattuor abhinc annos du 3 octobre 1984 qui autorisait dans certaines conditions la forme tridentine du rite romain. Le rite de 1969 était conservé pour la messe conventuelle et pour la messe dominicale, qui était parfois concélébrée.
- Enfin, par rescrit de la Commission Ecclesia Dei en 1989, l'abbaye a repris l'ancien rite (missel de 1962) pour toutes les messes, tout en conservant des éléments du rite de 1969 :  nouvelles préfaces, nouveau sanctoral, prière universelle le dimanche, Per Ipsum et Pater noster chantés. Elle dépendait à ce titre de la commission pontificale Ecclesia Dei, depuis 1988 et jusqu'à la suppression de cette commission en 2019.

L'office divin est chanté en latin, dans la musique grégorienne, avec accompagnement d'orgue pour soutenir le ton. À l’inverse de Fontgombault et de Solesmes, l’abbaye de Randol n'est pas référencée comme un lieu d’exécution exceptionnelle du chant grégorien, bien qu'ayant six disques à son actif : Noël, Pâques, Pentecôte, Assomption, Dédicace et Temps de la Passion.

## Les bâtiments
Le monastère a été construit par les architectes Paul-Jean Monnoyeur et Louis Piessat au cours des années 1970, dans un style contemporain, et il est placé sous la protection de Notre-Dame de la Visitation.
Il est composé de deux cloîtres formant ainsi les deux parties de l'abbaye, avec une partie propre aux moines dite de la clôture, et une partie destinée à l’hôtellerie où les moines accueillent des jeunes gens, des étudiants et des hommes, en retraite ou en étude, en leur offrant ainsi un cadre privilégié de prière et de ressourcement. Cette partie, bien que faisant partie du même bâtiment que l'abbaye, est un espace complètement à part et quasi autonome, afin de rendre celle-ci la moins dépendante des moines.
Dans la partie commune, il y a l'église abbatiale où les moines se réunissent huit fois par jour pour les offices du jour selon la règle établie par saint Benoît. L'église est composée d'un narthex, en général dans l'obscurité, avec un bénitier central, où le fidèle passe ainsi de l'obscurité à la lumière de la nef. Le chœur, composé d'un autel central et de stalles, est réservé aux moines, et à gauche, attenant au chœur, se trouve la chapelle de la Sainte Famille. La crypte, sous l'église, est composée de dix autels, où le matin chaque moine-prêtre peut célébrer sa messe sous la forme d'une messe basse.

## Le village voisin

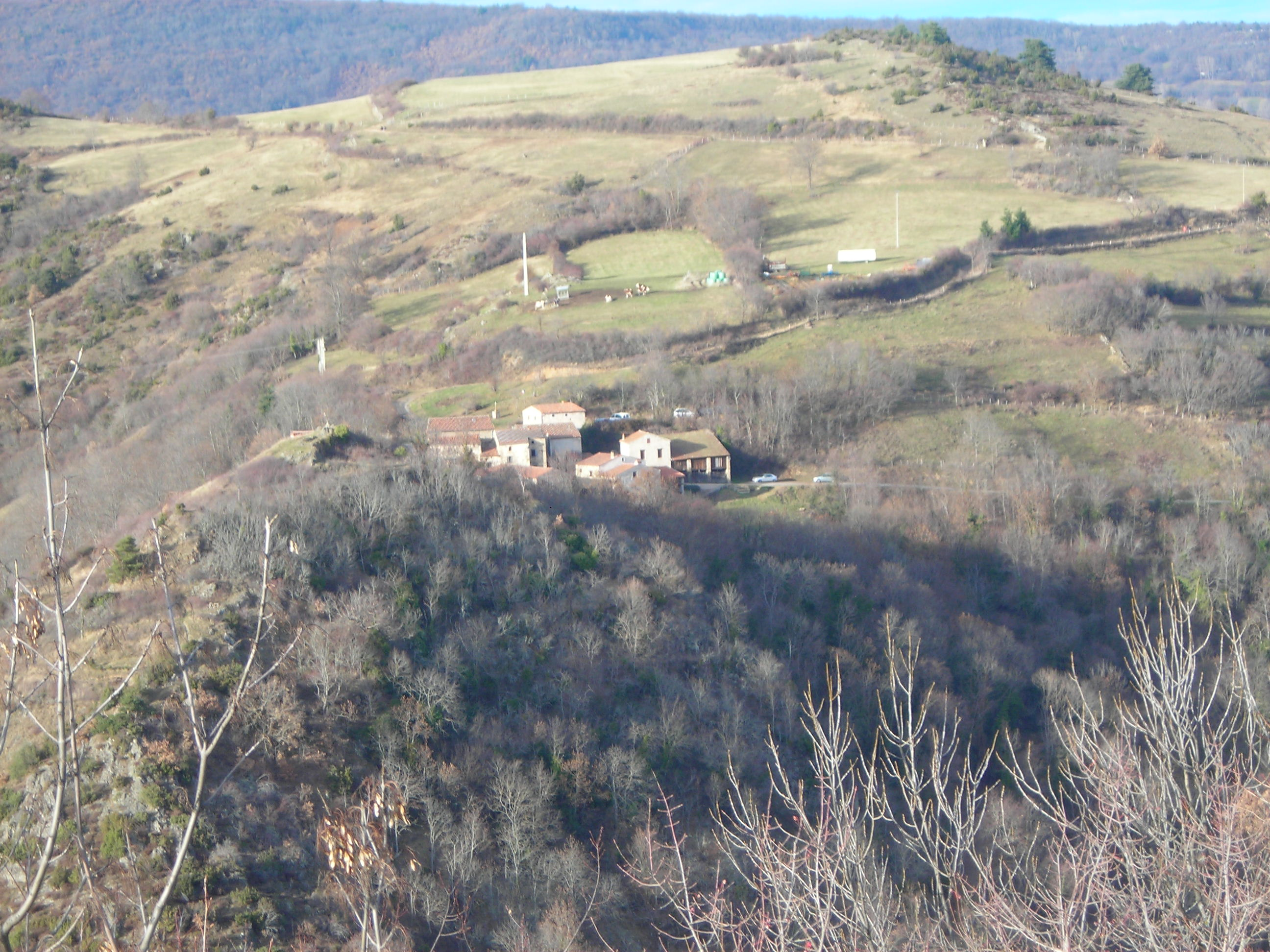
Vue du village de Randol à partir de l'oppidum gaulois.

L'abbaye a pris son nom du village de Randol (ou Randolle), bien qu'étant construite à plus de six cents mètres à l'est du village. Au milieu du XXe siècle, ce village comportait une dizaine de familles d'agriculteurs ; à l'arrivée des moines, il restait encore trois maisons habitées. Peu à peu, les moines, par l'intermédiaire de la Société immobilière de la Monne, ont acheté toutes les maisons, ainsi que la quasi-totalité des parcelles agricoles environnantes. Néanmoins, les rues du village restent dans le domaine public, et tout le monde peut y venir, y compris en voiture.
Le village est aujourd'hui inclus dans le site classé des gorges de la Monne.
Les moines de l'abbaye de Randol ont entrepris et achevé la restauration des maisons du village. Elles sont louées tout au long de l'année, mais plus particulièrement durant la période estivale, pour des familles en retraite spirituelle.
Les bâtiments, par leur aspect et leur disposition, font du village un site touristique intéressant, par ailleurs exceptionnellement préservé grâce à la législation sur les sites classés qui a imposé aux moines un cahier des charges très strict pour toute restauration. Le village de Randol compte quelques granges qui servent à entreposer du matériel, du foin ou à abriter les moutons des moines.

## Abbés

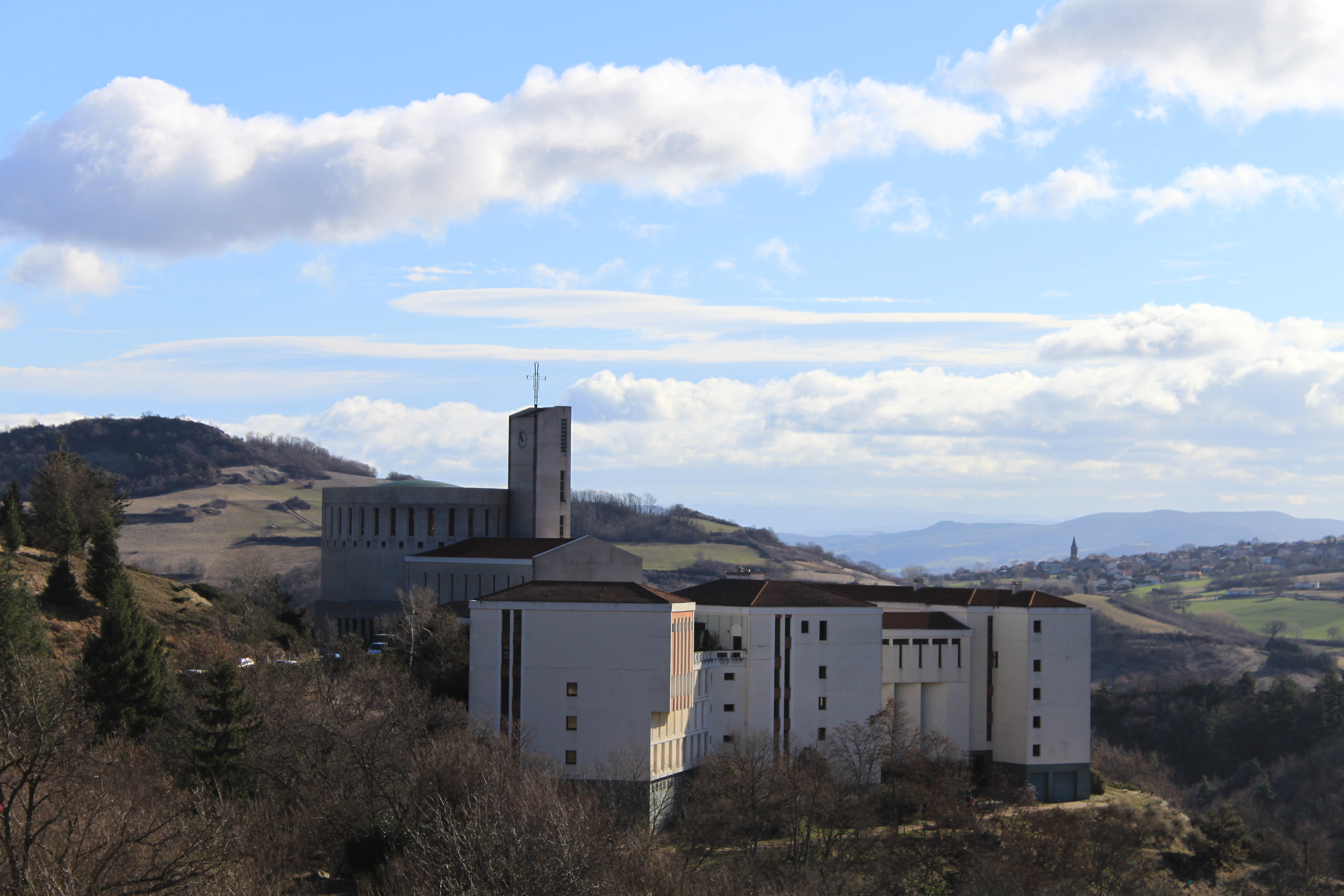
L'abbaye Notre-Dame de Randol depuis la route qui mène au village.

| Identité                   | Période | Période  | Durée  |
| Identité                   | Début   | Fin      | Durée  |
| -------------------------- | ------- | -------- | ------ |
| Éric de Lesquen (d)        | 1981    | 2003     | 22 ans |
| Bertrand de Hédouville (d) | 2003    | En cours | 22 ans |

## Scoutisme
Les scouts d'Europe ont fréquenté l'abbaye dès le milieu des années 1970, et de très nombreux scouts ont travaillé bénévolement pour rénover le village ou pour mettre en valeur les propriétés agricoles du monastère (plantation de cèdres, entretien des chemins par exemple). Encore aujourd'hui, plusieurs unités viennent camper pendant l'été sur les terres de l'abbaye. Plusieurs moines sont des anciens du mouvement scout, dont le premier moine entré à Randol : Étienne Henry (mort en 2020)[réf. nécessaire].